# ケンブリッジ・ジャッジ・ビジネス・スクール
ケンブリッジ・ジャッジ・ビジネス・スクール（CJBS, Cambridge Judge Business School）は、英国・ケンブリッジ大学の経営大学院である。マネジメント及びファイナンス分野の専門職大学院教育を行っており、常に世界トップレベルのビジネススクールにランクされている。

## 概要
ケンブリッジ・ジャッジ・ビジネス・スクールは、1954年にケンブリッジ大学工学部に設置された経営学プログラムを母体とし、1990年にジャッジ経営学研究所として設立された。2005年の改称によりジャッジ・ビジネス・スクールとなったのち、2010年の改称により現在のケンブリッジ・ジャッジ・ビジネス・スクールとなった。ジャッジ・ビジネス・スクールの名は、設立にあたって多額の寄付をしたポール・ジャッジ卿の名を冠したものであり、ケンブリッジ大学ビジネス・経営学部の一部を構成している。学生は、ケンブリッジ・ジャッジ・ビジネス・スクールに所属すると同時にケンブリッジ大学のカレッジにも所属し、他の学問分野を専攻する学生や教授陣との学内ネットワークの構築が可能となっている。所在地は、トランピントン通りに面した Old Addenbrooke's Siteであり、校舎のカラフルなファサードは街のシンボルとなっている。なお、通りを挟んだ斜め向かいにはフィッツウィリアム美術館がある。

## 沿革及び校舎
ケンブリッジ・ジャッジ・ビジネス・スクールのマネジメント教育の起源は、1954年にケンブリッジ大学工学部に設置された経営学プログラムに遡る。その後1990年にジャッジ経営学研究所として設立され、1991年に、ポール・ジャッジ夫妻らの寄付により、新校舎の建設とともにビジネススクールとして確立した。新校舎は建築家の John Outramの手によるもので、1995年8月にエリザベス2世によって正式に設立された。
ジャッジ経営学研究所は、2005年9月にジャッジ・ビジネス・スクールと改称された。さらに2010年には、現在のケンブリッジ・ジャッジ・ビジネス・スクールと改称されるとともに、同年11月には、ロゴマークに「ケンブリッジ大学ジャッジ・ビジネス・スクール」の名称を用いるようになった。

## 評価
ケンブリッジ・ジャッジ・ビジネス・スクールは、世界トップクラスのビジネススクールとして広く認識され、フィナンシャル・タイムズのグローバルMBAランキングでは、2025年現在、英国内3位、欧州内11位、世界35位にランクされている。特にアントレプレナー教育分野とイノベーションマネジメント分野に強く、これらの分野に関連するコースやセミナーを提供している。また、ケンブリッジ大学の産学連携機関の一つであるCambridge Enterpriseや、シリコン・フェンとしてよく知られるケンブリッジを拠点とするハイテク・ベンチャー企業との結びつきも強い。

## プログラム

### 博士&研究修士
ケンブリッジ・ジャッジ・ビジネス・スクールで博士号を取得するには、9ヶ月の研究修士課程を修了した後に3年〜4年の博士課程に進む必要がある。修士号取得後は、博士号取得のための専門ルートが7つあり、それぞれのルートで経営学の特定分野を専門的に研究できる。
研究修士課程には定性的研究を重視した「イノベーション・戦略・組織研究（MPhil Innovation Strategy and Organisation）」や、定量的研究を重視した「戦略・マーケティング・オペレーション研究（MPhil Strategy, Marketiung and Operations）」などがある。
これら課程の選考基準はケンブリッジ・ジャッジ・ビジネス・スクール、ケンブリッジ大学の中で最も高く合格率も一桁である。全ての学生は世界的に権威のある大学より第一等優等学位もしくはGPA4.0で学士を取得している。

### MBA

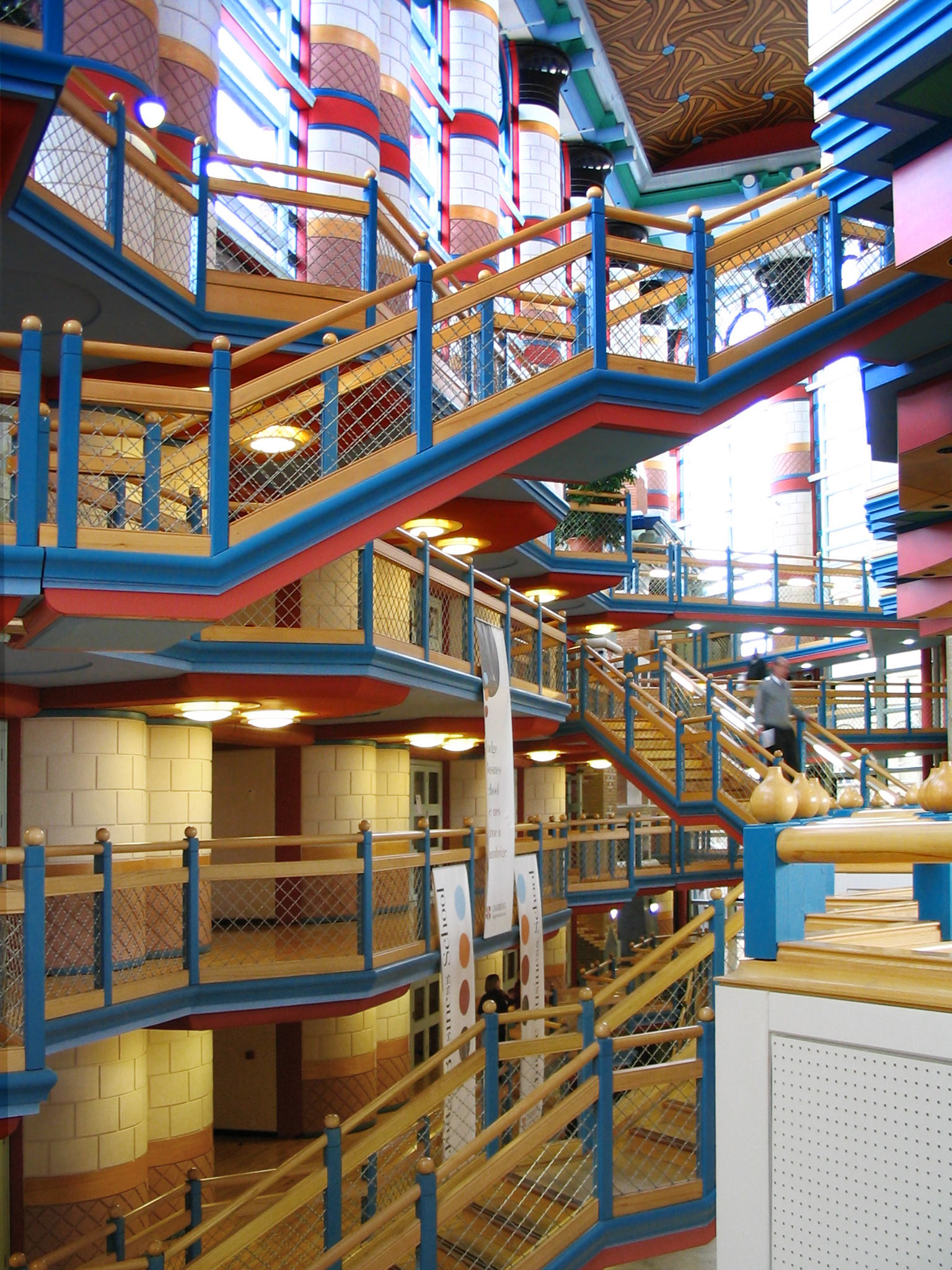
内装

「ケンブリッジMBA」の愛称で呼ばれるMBAプログラムは1年制である。毎年世界中の様々な地域、産業から多様性の溢れる約200名を選抜しており、2015年では在学生の91パーセントが英国外からの留学生であり、約38パーセントが女性であった。
在学生の平均年齢は29歳 であり、有名企業において卓越した職業経験を持つ学生が大半である。
選考基準は厳しく、GMATの平均スコアは690点 であり、GPAの最低要件は3.3である。また、英語を母国語としない出願者に対する入学要件は、TOEFL iBTの総合点110点以上且つリーディング、リスニング、スピーキング、ライティング各科目25点以上、またはIELTS（英国英語検定試験）IELTS 7.5以上で各科目7.0以上となっている。しかしながら、公式HPによればテストスコアが基準に満たない場合であっても（TOEFL iBTで100-109点、IELTSで7.0）、職務経験等に自信がある受験者には出願を推奨している。
ケンブリッジ・ジャッジ・ビジネス・スクールとオックスフォード大学サイード・ビジネス・スクールの学生は、友好的でありながら互いをライバルとしても認識しており、ビジネス会議をはじめとした様々な機会に顔を合わせることとなる。

### エグゼクティブ MBA
ケンブリッジ・ジャッジ・ビジネス・スクールは2008年からエグゼクティブMBAの募集を始め、2009年9月に初めてのクラスが開始された。このプログラムは、休職せずに経営の資質を高めたいと考えている経営幹部を対象とした20か月超のプログラムであり、参加者は16回の週末セッションと3週間の特別セッションを受講することとなる。

### 金融学修士 （MFin）
金融学修士プログラムは、金融・銀行分野で2年以上の職業経験を持つ金融専門職向けの1年制大学院修士課程プログラムであり、 金融分野でのさらなるキャリアアップを目指す社会人を対象としている。Financial Timesの2016年版ランキングで、このプログラムが1位（評価対象となった5プログラム中）となったことが発表された。
このプログラムは、金融分野の理論と実践の両面において、しっかりとした基礎を習得できるよう設計されており、 理論的、統計学的基礎を習得するコア・コースと応用ファイナンスを中心とした多様な選択科目からなるオプショナル・コースが組み合わされており、理論と実践の調和を促進するための3つの必修プロジェクトと1つの選択プロジェクトが提供されている。  また、「City Speaker Series」と呼ばれる、週単位の実務家の講演により、最新の金融知識を吸収するとともに、専門家とのディスカッションからも学ぶことができる。

### マネジメント修士 （MPhil Management）
マネジメント修士は、これまでビジネスや経営を勉強していないが、今後ビジネスの専門的なキャリアを追求したい学生のために設計された1年間のフルタイム大学院プログラムである。このプログラムの目的は、特定の分野のリーダーになる可能性がある優れた学生を受け入れ、教育することにある。マネジメント修士の中核を担うのは、最先端の経営理論と実践法を土台にして、定量的分析法・会計学・組織行動学・マーケティングなどの基礎科目、ビジネス経済学・金融・戦略といった統合科目、そしてオペレーション・マネジメントや経営コンサルティング・プロジェクトといった実践科目である。さらに、マネジメント領域で活躍するために必要なその他の選択科目も用意されている。

### 金融学修士（MPhil Finance）
MPhil Financeプログラムは、金融分野での職業経験が2年未満の学生を対象とした1年制の大学院修士課程である。このプログラムは、より進んだ教育・研究が組み合わされており、卒業後に金融セクターに就職する多くの学生だけに限らず、この分野でのPhDの取得を目指す学生にも適したものとなっている。出願者数に基づけば、このプログラムはケンブリッジ大学が提供するすべてのプログラムの中で最も競争倍率が高く、出願者は以前の学校での最上位の学業成績が求められる。 このプログラムの学生には、ビジネススクールだけでなく経済学部や数学部が提供する多くの選択科目が用意されている。